# НХЛ Зимски класик 2011.
НХЛ Зимски класик 2011. (или по спонзорима Bridgestone NHL Winter Classic 2011) је четврти по реду Зимски класик, утакмица у НХЛ-у која се 1. јануара сваке године игра на отвореном.
Утакмица је одиграна на Хајнц Филду, стадиону на којем своје утакмице играју Питсбург стилерси, чланови лиге америчког фудбала. Састали су се екипе Питсбург пенгвинса и Вашингтон капиталса, а утакмицу је пратило 68.111 гледалаца.
И експерти и навијачи очекивали су још једно надметање између Сидни Крозбија и Александра Овечкина, капитена две екипе.
Питсбургу је то био други меч Зимског класика, након меча са Бафало сејберсима 2008.
Због високе температуре и кише сусрет је почео у 20 часова, уместо у 13 како је било планирано.

## Ток утакмице
Први период и поред прилика на обе стране завршио се без погодака. На почетку друге трећине (23. минут) постигнут је погодак. После контре коју су извели домаћи хокејаши, стрелац за Пингвине био је Јевгениј Малкин. После само четири минута Капиталси су изједначили. После гужве испред голмана Пенгвинса најбоље се снашао Мајк Кнубл. У 35. минуту Капиталси су преокренули резултат. Стрелац је био Ерик Фер после велике грешке Марк-Андреа Флерија, голмана Пенгвинса.
Утакмица је решена у 52. минуту, када је после брзог контранапада стрелац поново био Ерик Фер.
| 1. јануар 2010 20.00                       |                     | |                                   |
| Питсбург пенгвинси                         | 1:3 (0:0, 1:2, 0:1) | Вашингтон капиталси                                                                                       | Хајнц Филд Питсбург, Пенсилванија |
| Ј. Малкин (К. Летанг, М. А. Флери) (22:13) |                     | М. Кнубл (Н. Бекстром, М. Грин) (26:54) Е. Фер (М. Јохансон) (34:45) Е. Фер (Џ. Чимера Џ. Ерскин) (51:59) | Хајнц Филд Питсбург, Пенсилванија |